# Chris Mercer
Chris Mercer, geboren in Blackburn (Lancashire), is een Brits saxofonist.
Hij speelde al gedurende zijn schooltijd saxofoon. Zijn naam wordt voor het eerst genoemd als hij deel uitmaakt van de zeskoppige band, die vanuit de Universiteit van Oxford opereert. Hij speelde toen onder meer samen met Murray Head. Zijn eerste bekende aanstelling is saxofonist bij John Mayall's Bluesbreakers (album Crusade). Vervolgens vertrok hij naar Juicy Lucy, Kokomo en de begeleidingsband van bijvoorbeeld Bryan Ferry. De Golden Earring maakte van zijn diensten gebruik bij hun album To the Hilt.
Zijn naam prijkt op allerlei albums uit de jaren 70 van de 20e eeuw. Daarna nam de wens om van zijn diensten gebruik te nemen snel af. In 2013 trad Mercer nog wel op binnen zijn geliefde bluesmuziek.
- Biblioteca Nacional de España: XX1799647
- International Standard Name Identifier: 0000 0000 5516 9277
- Virtual International Authority File: 29728116